# ميروسلاف سينجر
ميروسلاف سينجر (بالتشيكية: Miroslav Singer)‏ هو تربوي واقتصادي تشيكي، ولد في 14 مايو 1968 في براغ في التشيك.